# Joris Nieuwenhuis
Joris Nieuwenhuis (Doetinchem, Gelderland, 11 de febrer de 1996) és un ciclista neerlandès que competeix professionalment des del 2015, actualment a l'equip Team DSM. Combina la carretera amb el ciclocròs.

## Palmarès en ruta

### Resultats al Tour de França
- 2020. 103è de la classificació general
- 2021. 128è de la classificació general

### Resultats a la Volta a Espanya
- 2022. 106è de la classificació general

## Palmarès en ciclocròs
- 2016-2017
  -  Campió del món sub-23 en ciclocròs
  -  Campió dels Països Baixos sub-23 en ciclocròs
  - 1r a la Copa del món de ciclocròs sub-23